# Johann Wilhelm Ritter
Johann Wilhelm Ritter (16. prosince 1776, Samitz bei Haynau, Slezsko (nyní Chojnów, Polsko) – 23. ledna 1810, Mnichov) byl německý chemik, fyzik a filosof. Objevil ultrafialové záření a sestrojil první akumulátor..

## Objev ultrafialového záření
Ritter provedl rozklad světla optickým hranolem a na různá místa pokládal proužky papíru namočené do roztoku chloridu stříbrného. Proužky nejvíce zčernaly za fialovým koncem spektra a Ritter tak objevil, že sem dopadá záření, které nazval „dezoxidační“ světlo. Název ultrafialové záření dostalo až v 19. století.